# 長峰 (稲城市)
長峰（ながみね）は、東京都稲城市の町名。現行行政地名は、長峰一丁目から長峰三丁目。郵便番号は206-0821。

## 地理
長峰は、周辺である東の向陽台と西の若葉台との間の丘上に位置する。そして北と南は飛び地の形として坂浜とも接し、当町は双方に隣り合う坂浜の間に挟まれたような場所でもある。開発は90年代半ばに行われ稲城では最も新しい街である。当町は向陽台、若葉台とともに多摩ニュータウンの区域として構成している。googleマップ 稲城市長峰

## 歴史
平成初期、90年代半ばに開発された地域。

## 世帯数と人口
2017年（平成29年）12月1日現在の世帯数と人口は以下の通りである。
| 丁目       | 世帯数    | 人口    |
| ---------- | --------- | ------- |
| 長峰一丁目 | 115世帯   | 415人   |
| 長峰二丁目 | 421世帯   | 1,174人 |
| 長峰三丁目 | 1,208世帯 | 3,011人 |
| 計         | 1,744世帯 | 4,600人 |

## 小・中学校の学区
市立小・中学校に通う場合、学区は以下の通りとなる
| 丁目       | 番地 | 小学校             | 中学校                 |
| ---------- | ---- | ------------------ | ---------------------- |
| 長峰一丁目 | 全域 | 稲城市立長峰小学校 | 稲城市立稲城第五中学校 |
| 長峰二丁目 | 全域 | 稲城市立長峰小学校 | 稲城市立稲城第五中学校 |
| 長峰三丁目 | 全域 | 稲城市立長峰小学校 | 稲城市立稲城第五中学校 |

## 交通

### 道路
- 東京都道19号町田調布線（南多摩尾根幹線区間）。
- 稲城市道 - 当町内に位置する市道路名称として以下が存在する[5]。
  - 長峰中央通り
  - 長峰西通り
  - 上谷戸大橋通り

### バス
- 京王バス（多摩営業所の若葉台駅・稲城駅発着路線稲12・稲13・若02系統）と小田急バス（新百合ヶ丘営業所の稲城駅 - 向陽台 - 長峰方面路線稲11・稲12・若02系統）が当町内を走行し、上記の都道や稲城市道に存在する各停留所から、稲城駅や若葉台駅（共に京王相模原線）、南多摩駅（JR南武線。若02のみ）方面へ結んでいる。ちなみにこの当町のバス路線区間では概ねこの両社の共同運行である。
- また稲城市のコミュニティバスであるiバスについても、上記の都道・市道を通過している。こちらは市内循環路線や平尾・南多摩駅発着路線のiバスが、前記の京王線や南武線の各駅の他に矢野口駅（南武線）や、栗平駅・はるひ野駅（いずれも神奈川県川崎市麻生区に所在する小田急多摩線の駅）など各地区まで廻っている[6] 。

## 教育
- 稲城市立長峰小学校 - 当町全域が同校への通学区域である[7]。
- もみの木保育園

## 施設
- 一丁目
  - 稲城中央公園
  - 稲城市総合体育館
- 二丁目
  - 多摩中央警察署長峰駐在所
- 三丁目
  - 稲城長峰スポーツ広場
  - 東京電力長峰変電所

## その他

### 警察
警察の管轄区域は以下の通りである。
| 番・番地等 | 警察署         | 交番・駐在所 |
| ---------- | -------------- | ------------ |
| 全域       | 多摩中央警察署 | 長峰駐在所   |